# Richard von Pawelsz

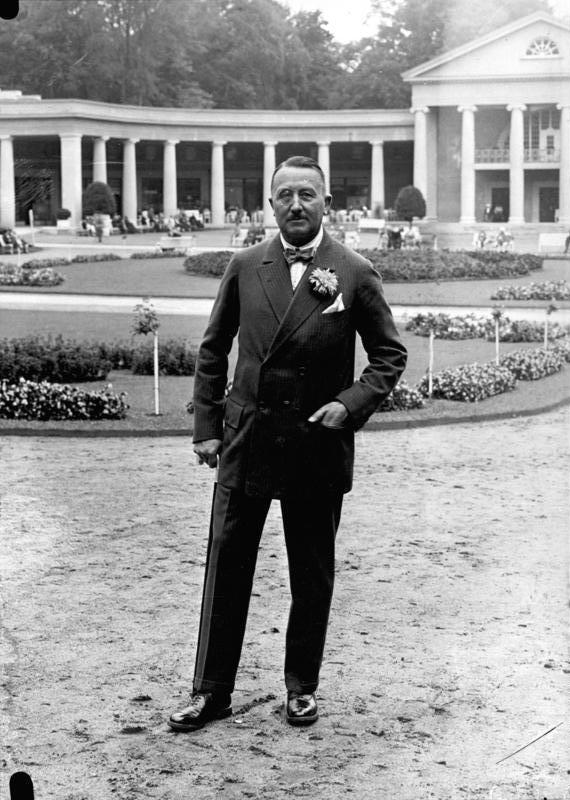
General von Pawelsz (1928)

Richard Wilhelm Heinrich von Pawelsz (* 7. Dezember 1872 in Stade; † 10. April 1943 in Berlin) war ein deutscher General der Infanterie und Reichskommissar bei der Interalliierten Militär-Kontrollkommission.

## Leben
Pawelsz war der Sohn eines preußischen Oberst und trat nach dem Besuch der Kadettenanstalt am 17. Februar 1891 als Fähnrich in das 4. Garde-Regiment zu Fuß ein. Hier wurde er am 16. Januar 1892 zum Sekondeleutnant befördert. Als solcher wurde er am 22. März 1897 in das Garde-Grenadier-Regiment Nr. 5 versetzt und beförderte ihn dort am 18. August 1899 zum Oberleutnant. Vom 1. Oktober 1899 bis 30. Juni 1902 kommandierte man ihn zur weiteren Ausbildung an die Preußische Kriegsakademie. Nach anschließenden neunmonatigen Truppendienst folgte die Kommandierung zum Großen Generalstab, in den er bei gleichzeitiger Beförderung zum Hauptmann am 16. März 1905 versetzt wurde. Kurz darauf kommandierte man ihn ab 1. April 1905 zum Generalstab des VI. Armee-Korps und verwendete ihn vom 22. April 1905 bis 26. Januar 1907 als Zweiten Generalstabsoffizier. Für zwei Jahre kehrte Pawelsz in den Truppendienst als Kompaniechef im 4. Niederschlesischen Infanterie-Regiment Nr. 51 in Breslau zurück. Dann folgte seine nochmalige Versetzung in den Großen Generalstab und weitere Stabsverwendungen. Mit der Beförderung zum Major kam Pawelsz zunächst am 13. September 1911 als Erster Generalstabsoffizier in den Stab der 27. Division (2. Königlich Württembergische) und im Januar 1913 in gleicher Funktion zum Stab der General-Inspektion der Fußartillerie nach Berlin.

### Erster Weltkrieg
Mit Ausbruch des Ersten Weltkriegs wurde Pawelsz zunächst Adjutant des Generals der Fußartillerie im Großen Hauptquartier. Kurzzeitig war er ab 25. August 1914 Erster Generalstabsoffizier des XXII. Reserve-Korps und wurde sechs Tage später dem Stab der Marine-Division unter Admiral Ludwig von Schröder überwiesen. Hier nahm er an der Belagerung und Eroberung der Festung Antwerpen teil und kämpfte anschließend an der Schlacht an der Yser. Am 29. April 1915 wurde er zum VII. Armee-Korps versetzt, wo er die Stellung als Chef des Generalstabs unter Eberhard von Claer innehatte. Als solcher wurde er am 18. August 1916 zum Oberstleutnant befördert. Zwei Jahre später wurde Pawelsz Chef des Generalstabs der 2. Armee und vier Monate später der 5. Armee. Es folgten die Verwendungen als Chef des Generalstabs der Heeresgruppe Gallwitz (1. Februar bis 17. April 1918), der 17. Armee (18. April bis 11. Oktober 1918), der Armeeabteilung A (12. Oktober bis 2. November 1918) sowie der 7. Armee bis 3. November 1918. Am 8. November 1918 wurde er zu den Offizieren von der Armee überführt und gleichzeitig dem Generalkommando des XXXVII. Reserve-Korps zur besonderen Verfügung zugeteilt.

### Weimarer Republik
Nach Kriegsende fungierte Pawelsz dann nochmals vom 24. November 1918 bis 13. Januar 1919 als Chef des Generalstabs der 7. Armee und wurde dann nach der Demobilisierung ein weiteres Mal zu den Offizieren von der Armee überführt sowie dem Kriegsministerium zur Verfügung gestellt. Dieses ernannte ihn im Februar 1919 zum Vorsitzenden des Reichswehr-Ausschusses, der sich mit der Ausarbeitung und Schaffung einer neuen Wehrmacht befasste.
Zum 1. Oktober 1919 wurde Pawelsz dann in die Reichswehr übernommen und zum Abteilungschef im Reichswehrministerium ernannt. Von dort wurde er am 1. April 1920 zum Wehrkreis-Kommando II als Chef des Stabes versetzt und eineinhalb Monate später zum Chef des Stabes der 2. Division in Stettin ernannt. Als Oberst (seit 18. Mai 1920) erhielt Pawesz dann am 15. Juni 1921 das Kommando über das 9. (Preußisches) Infanterie-Regiment. Am 1. November 1922 wurde er Chef des Stabes des Gruppenkommandos 1 in Berlin und als solcher am 1. Februar 1923 zum Generalmajor befördert. Nach dreijähriger Verwendung in dieser Funktion folgte am 1. November 1925 die Ernennung zum Kommandeur der 4. Division in Dresden. Als solcher war er auch gleichzeitig Befehlshaber im Wehrkreis IV sowie Landeskommandant in Sachsen. Ab 1927 war er Beauftragter der deutschen Reichsregierung für Entwaffnungsfragen.
Am 30. September 1928 schied er unter gleichzeitiger Verleihung des Charakters als General der Infanterie aus dem Heeresdienst, verblieb aber weiterhin als Sachverständiger zur Verfügung des Reichskanzlers.

### Tod
Richard von Pawelsz starb am 10. April 1943 im Alter von 70 Jahren in Berlin und wurde auf dem Invalidenfriedhof beigesetzt. Das Grabmal ist nicht erhalten.

## Auszeichnungen
- Roter Adlerorden IV. Klasse[2]
- Preußisches Dienstauszeichnungskreuz[2]
- Komtur des Ordens der Krone von Italien[3]
- Offizier des Franz-Joseph-Ordens[3]
- Eisernes Kreuz (1914) II. und I. Klasse[2]
- Ritterkreuz des Königlichen Hausordens von Hohenzollern mit Schwertern[2]
- Pour le Mérite[2] am 23. Dezember 1917
- Ehrenkreuz des Fürstlichen Hausordens von Hohenzollern mit Schwertern und Krone[2]
- Bayerischer Militärverdienstorden III. Klasse mit Schwertern und Krone[2]
- Offizier des Albrechts-Ordens mit Schwertern und Krone[2]
- Komtur II. Klasse des Friedrichs-Ordens mit Schwertern[2]
- Ritterkreuz II. Klasse des Ordens vom Zähringer Löwen[2]
- Ritterkreuz des Greifenordens mit Krone[2]
- Ehrenkreuz des Lippischen Hausordens II. Klasse mit Schwertern[2]
- Kriegsehrenkreuz für heldenmütige Tat[2]
- Lippisches Kriegsverdienstkreuz[2]
- Österreichisches Militärverdienstkreuz III. Klasse mit der Kriegsdekoration[2]